# Station Sobków
Station Sobków is een spoorwegstation in de Poolse plaats Sokołów Dolny.